# Гиллан, Иэн
И́эн (Ян) Ги́ллан (англ. Ian Gillan; 19 августа 1945, Хаунслоу, Мидлсекс, Великобритания) — британский рок-музыкант, вокалист и автор текстов песен. Наиболее известен как участник группы Deep Purple. Гиллан также исполнил партию Иисуса в оригинальной версии рок-оперы «Иисус Христос — суперзвезда» Э. Уэббера и Т. Райса и в течение года был участником Black Sabbath.
В разное время участвовал в рок-группах Moonshiners, The Javelins, Wainwright's Gentlemen, Episode Six, Ian Gillan Band, GILLAN. Записал альбом Born Again с группой Black Sabbath. Также участник супергруппы Whocares. Считается одним из мастеров грудного вокала в рок-музыке с диапазоном голоса от Е2 до С6.

## Ранние годы
Отец музыканта, Билл Гиллан, шотландец по происхождению, в возрасте 13 лет бросил школу в Глазго и уехал в Лондон. В Лондоне Билл работал кладовщиком на фабрике. Мать, Одри Гиллан, была старшим ребёнком в семье оперного певца. Родители Гиллана первоначально переезжали из одной социальной квартиры в другую, пока не обосновались в Крэнфорде — районе лондонского боро Хаунслоу. В 1948 году родилась сестра Гиллана, Паулина. Родители певца разошлись, когда выяснилось, что Билл Гиллан имел роман на стороне во время службы в армии в годы войны.
С 4 лет Иэн Гиллан посещал Колледж Хаунслоу. В подростковом возрасте, как и многие его современники, восхищался творчеством Элвиса Пресли. После колледжа Гиллан перешёл в Грамматическую школу в Актоне (en:Acton High School), где учился в одном классе с Питом Таунсендом, одним из основателей группы The Who.
После просмотра фильма с Элвисом Пресли в местном кинотеатре Гиллан забросил учёбу, решив, что станет рок-н-ролльным певцом. Позднее он устроился на одну из фабрик в Хаунслоу, занимавшуюся производством холодильных установок.
Карьера Иэна Гиллана началась с участия в группе Moonshiners. В состав группы входили сам Гиллан (вокал, ударные) и Крис Эйлмер (гитара). Участники группы делали кавер-версии песен Томми Роу и The Shadows. Впоследствии Иэн понял, что не может одновременно петь и играть за ударной установкой и решил сосредоточиться на вокале. В 1962-1964 годах Гиллан выступал в группе The Javelins, затем до 1965 года — в Wainwright’s Gentlemen. В составе этих групп тесно сотрудничал с группой Sweet, участники которой — гитарист Гордон Фэрминер и ударник Мик Такер — в разное время играли с Гилланом.
С 1965 по 1969 год Гиллан выступал с группой Episode Six, которая выпустила в Британии несколько синглов, однако не добилась значительного успеха. В этой же группе на бас гитаре играл Роджер Гловер.

## Deep Purple, 1969—1973
После того, как участники Deep Purple Джон Лорд и Ричи Блэкмор, как раз искавшие замену Роду Эвансу, который не вписывался в выбранный ими новый стиль группы, увидели Гиллана на одном из выступлений Episode Six, они предложили ему присоединиться к их группе, сменив Рода. Барабанщик Deep Purple Иэн Пейс впоследствии так высказался о смене вокалиста и басиста группы: 

«Род и Ник достигли предела своих возможностей в группе. Род обладал прекрасным вокалом для баллад, но его ограниченность становилась все более очевидной. Ник был прекрасным басистом, но его взгляды были устремлены в прошлое, а не в будущее».

Так Гиллан летом 1969 года присоединился к Deep Purple, приведя с собой из Episode Six басиста Роджера Гловера. Именно этот состав группы, так называемый Deep Purple Mark II, принято считать классическим. Позже Гиллан вспоминал, что при встрече с Deep Purple его поразила прежде всего интеллигентность Джона Лорда, от которого он ждал худшего. Гловер же, напротив, был напуган мрачностью участников новой группы, которые «… носили чёрное и выглядели очень загадочно».
7 июня 1969 года Гиллан и Гловер были приглашены принять участие в записи композиции «Hallelujah», после чего вопрос об их переходе в Deep Purple был решён окончательно. В новом составе группа сразу же приступила к репетициям и созданию нового материала, для чего арендовали специальное помещение в Hanwell Community Centre в Лондонском Сити. В числе самых первых композиций, написанных новым составом группы, были «Child in Time» и «Speed King» (первоначально называвшаяся «Kneel and Pray»). Они были исполнены на концерте в Амстердаме 24 августа.
Первой крупной работой Гиллана в составе новой группы стал сочинённый Джоном Лордом альбом Concerto for Group and Orchestra (в исполнении Deep Purple и Королевского филармонического оркестра), записанный на концерте в Альберт-холле 24 сентября 1969 года.
В июне 1970 года вышел первый студийный альбом Deep Purple, записанный с участием Гиллана и Гловера и названный Deep Purple in Rock, он считается первым «классическим» альбомом группы. Deep Purple in Rock стал прорывным в Европе и занял 4-е место в Великобритании, оставаясь в чартах более года. (Сопутствующий ему сингл «Black Night» достиг 2-й позиции). Этот альбом включён в разнообразные списки лучших альбомов, в том числе, журналом «Classic Rock» — в список «100 величайших британских альбомов всех времён» и журналом «Q» — в список «50 лучших альбомов 70-х годов». В 2018 году сайт «Ultimate Classic Rock» поставил альбом на вершину своего рейтинга лучших работ Deep Purple. Сертифицирован как золотой диск в Великобритании, США, Франции, Нидерландах и Аргентине. Композиция «Child in Time» с этого альбома, текст которой был написан Гилланом, стала одной из самых известных и узнаваемых песен группы и многократно исполнялась на концертах.

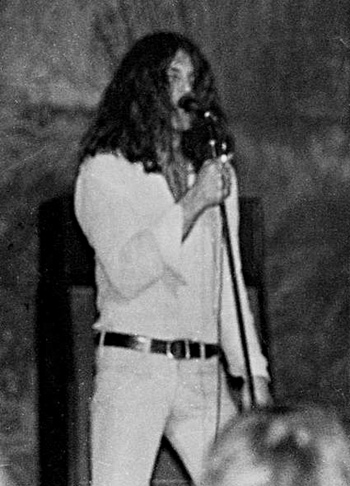
Гиллан в 1972 году

Вскоре после выхода Deep Purple in Rock, в сентябре того же года, вышла аудиозапись рок-оперы Эндрю Ллойда Уэббера (либретто Тима Райса) «Иисус Христос — суперзвезда», которая стала классикой мировой музыки. Партию Иисуса Христа в ней исполнял Иэн Гиллан. «Я записал все свои партии за три часа в один день, и уже вечером  выступал с Deep Purple», — рассказал певец в одном интервью. Проблема появилась, когда Уэббер/Райс и режиссер Норман Джуисон попросили Гиллана, чтобы он снялся в фильме и сценической версии мюзикла-блокбастера, которые потребовали бы значительно более трехчасовых обязательств.

«Я думал об этом не больше получаса. Ведь я был в Deep Purple — группе, с которой я всегда мечтал играть. Я не собирался ставить её под угрозу из-за 12 недель на съемках фильма. Я действительно ходил на встречу с Норманом Джуисоном, но дальше этого дело не продвинулось. Попросить остальных участников группы прекратить работу на три месяца было бы проблемой».— Иэн Гиллан, The Jerusalem Post
В 1973 году на экраны вышел фильм «Иисус Христос — суперзвезда», однако в этой версии произведения роль Иисуса Христа сыграл Тед Нили.
После этого Deep Purple с участием Гиллана записали ещё два «классических» альбома: Fireball (1971) и Machine Head (1972), высоко оцененных критиками и добившихся коммерческого успеха. В том же году вышел крайне успешный концертный альбом Made in Japan. Казалось, что дела группы обстоят очень хорошо, однако в это время отношения между Гилланом и Блэкмором стали портиться. Позднее они ухудшились настолько, что во время гастролей Гиллан разъезжал отдельно от остальных.
Осенью 1972 года Гиллан написал заявление об увольнении из группы, однако менеджеры уговорили его закончить запись уже начатого альбома Who Do We Think We Are. Этот альбом вышел в январе 1973 года и стал последним, записанным Гилланом в составе Deep Purple в 1970-х годы. Своим названием он обязан тому, что итальянцы, возмущенные уровнем шума на ферме, где происходила запись, задавали повторявшийся вопрос: «За кого они вообще сами себя принимают?» («Who do they think they are?»). Этот альбом разочаровал критиков и самих музыкантов, и отношения между ними испортились окончательно, вследствие чего группу покинул Гиллан, а вслед за ним и Гловер.

## 1973—1984
После своего первого ухода из Deep Purple Гиллан на некоторое время отошёл от музыки, занявшись  бизнесом. Он вложил деньги, заработанные с Deep Purple, в три различных предприятия: лондонскую студию звукозаписи под названием Kingsway Recorders (ранее De Lane Lea Studios, где было записано много классики Purple); отель в долине Темзы; и фирму по производству мотоциклов. На сцену он вернулся два года спустя, когда ему позвонил Роджер Гловер и пригласил принять участие в записи концертной версии шоу The Butterfly Ball and the Grasshopper's Feast в Королевском Альберт-Холле 19 октября 1975 года.

«Прием в Альберт-холле был невероятно теплым. Я понял, что мне действительно нравится петь. Именно тогда мне снова позвонили. Я вернулся домой, достал свою гитару и написал три песни на следующий день. Для меня это был ренессанс»— Иэн Гиллан
Тогда Иэн решил снова окунуться в музыкальный бизнес с Ian Gillan Band. Эта группа выпустила 3 студийных альбома, однако музыка группы имела отчётливое джаз-роковое звучание, что оказалось непопулярным, поэтому в 1978 году Гиллан вернулся к хард-роковому звучанию, реорганизовав группу — набрал новых музыкантов и изменил её название на Gillan.
Большая часть нового материала была написана совместно с клавишником Колином Таунсом (Colin Towns), и альбом Mr. Universe «новой» группы попал в британские чарты, достигнув 11 места в 1979 году. Пройдя ещё через несколько изменений состава, группа Гиллана выпустила ещё несколько довольно удачных альбомов, попавших в британские хит-парады: Glory Road (№ 3 в Англии), Future Shock(№ 2), Double Trouble (№ 12) и Magic (№ 17).
В 1982 году Иэн Гиллан объявил о роспуске группы по причине того, что у него начались проблемы с голосом, и ему надо было восстановить свои вокальные кондиции. После его возвращения к музыке год спустя можно заметить, что его вокал довольно сильно изменился, он стал петь более «в нос».

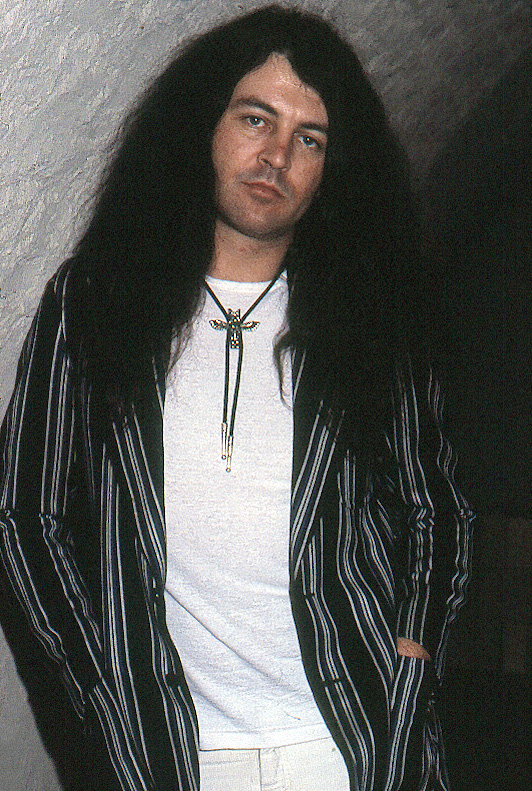
Барселона, 1983 год

С 6 апреля 1983 года Гиллан начинает работать с Black Sabbath вместо ушедшего Ронни Дио (который, в свою очередь, выступал до этого в Rainbow с другим бывшим коллегой Гиллана Ричи Блэкмором).
Свой приход в новую группу Гиллан описал впоследствии так:
Я и не собирался входить в состав Black Sabbath. Просто мы напились с Гизером и Тони, а на следующий день я узнал о своём согласии. Кроме того, они такие милые парни. Я хорошо повеселился, прекрасно провёл год, так что авантюра оправдала себя.
Гиллан записал с Black Sabbath альбом Born Again, добравшийся до 4-го места в UK Albums Chart, и совершил тур, в ходе которого исполнял на бис бессмертный хит Deep Purple «Smoke on the Water».  «У меня был подписан контракт всего на год, и всё», — сказал Гиллан в интервью журналу Metal Hammer, когда певец уже вёл переговоры о воссоединении Deep Purple до окончания тура. «Но это было прекрасное время. Я считаю, что альбом был очень правдоподобным и намного лучше, чем некоторые из тех, что группа записала позже».

## 1984—1990

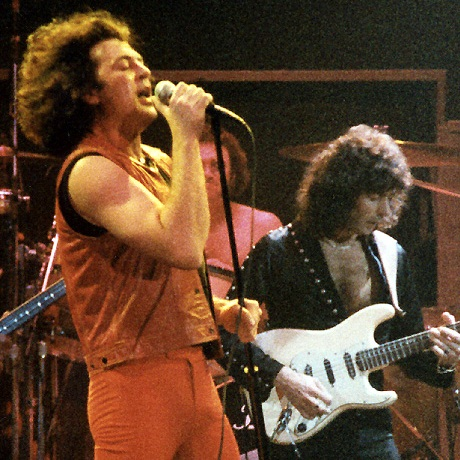
Выступление в Cow Palace, Сан Франциско, Калифорния. 31 января 1985 года

В начале 1980-х годов Deep Purple уже начали забывать, как вдруг (после встречи участников, состоявшейся в Коннектикуте в марте 1984 года) группа собралась в классическом составе (Блэкмор, Гиллан, Лорд, Пейс, Гловер) и в ноябре 1984 года выпустила альбом Perfect Strangers. Альбом поднялся до 5-го места в Британии и до 17-го — в США, за ним последовало начавшееся в Австралии весьма успешное мировое турне.
В 1986 году группа приступила к записи следующего альбома. Этот альбом, названный The House of Blue Light, стал шестым по счёту студийным альбомом «классического состава» группы и вышел в январе 1987 года, но оказался гораздо менее успешным, чем предыдущий. В процессе работы над ним снова разгорелся давний конфликт между Блэкмором и Гилланом, и стало ясно, что союз продлится недолго. К моменту выхода концертного альбома Nobody’s Perfect летом 1988 года Гиллан объявил об уходе (фактически был уволен).

Гиллан, который ещё летом 1988 года вместе с Берни Марсденом выпустил сингл «South Africa», продолжал работать в отдельных от Deep Purple проектах. Из музыкантов групп The Quest, Rage и Export он набрал коллектив и, назвав его «Garth Rockett and the Moonshiners», в начале февраля дал дебютный концерт в «Southport Floral Hall». В начале апреля, закончив турне с «Moonshiners», Иэн Гиллан вернулся в США. Конфликт между Гилланом и остальными участниками Deep Purple продолжал нарастать. Джон Лорд сказал об этом так: 
«Думаю, что Иэну не нравилось то, что мы делаем. В то время он ничего не писал, часто не приходил на репетиции».
 Гиллана всё чаще видели на репетициях пьяным. Однажды он почти голым ввалился в номер Блэкмора и там уснул. В другой раз он прилюдно нецензурно высказался в адрес Брюса Пэйна, менеджера группы. Кроме того, он затягивал начало записи нового альбома, выпуск которого намечен на начало 1990 года. Наконец, 14 мая 1989 года Гиллан опять отправился в турне по Англии с группой «Garth Rockett and the Moonshiners». Во время его отсутствия остальные участники группы принимают решение уволить «большого Иэна». Даже Гловер, который обычно поддерживал Гиллана, выступил за увольнение:

Гиллан — очень сильная личность и не выносит, когда дела идут не так, как он того хочет. Он мог работать со мной, ибо был готов идти на компромисс, но с остальными членами Deep Purple, а в основном с Ричи, ему всегда работалось тяжело. Это был конфликт сильных личностей, и его нужно было прекратить. Мы решили, что Иэн должен уйти. И неправда, что это Ричи выгнал Гиллана, потому что сие болезненное решение было принято всеми, руководствуясь только одним — интересами группы.

8 июля 1989 года состоялся фестиваль Rock Aid Armenia в поддержку пострадавших при Спитакском землетрясении. В фестивале приняли участие Гиллан и многие другие известные рок-музыканты. Главным событием фестиваля стала перезапись «гимна тяжелого рока» — хита Deep Purple «Smoke on the Water» с участием самого Гиллана, а также Ричи Блэкмора, Тони Айомми, Брайана Мэя, Джона Лорда, Криса Сквайра, Дэвида Гилмора, Джона Пола Джонса, Брюса Дикинсона, Роджера Тейлора и многих других.
В 1990 году Гиллан посетил Советский Союз, дав концерт в Москве.

## После 1990
Взятый на место Гиллана бывший коллега Ричи Блэкмора по Rainbow Джо Линн Тёрнер записал с группой альбом 1990 года Slaves and Masters, но ни публика, ни участники группы, ни её менеджеры не были довольны Тёрнером и его вокалом, после чего звукозаписывающая компания потребовала возвращения Гиллана в группу. И даже Блэкмор, несмотря на свою личную неприязнь к Гиллану, согласился с этим:

Иэн своими выходками и дурным поведением мне глубоко неприятен. Поэтому на личностном уровне мы с ним не общаемся. Я знаю, со мной тоже очень непросто, но Иэн настоящий псих. С другой стороны, он самый великий вокалист в хард-роке. На сцене он такой, каким и должен быть. Он несёт свежую струю в современный рок. На сцене мы идеально дополняем друг друга, я могу быть самим собой, а не копировать, например, Стиви Вая. Но когда мы вне сцены, мы далеки друг от друга. Так было всегда. Джо всегда был мне другом. Он хороший певец, но нам нужен Иэн. Он — человек совсем другого типа, — «Мистер Рок-н-ролл». Когда Джо появлялся на сцене, я сразу ловил себя на мысли, что Deep Purple превращается в Foreigner. Зачем? Он стал копировать Дэвида Ли Рота и полностью потерялся как индивидуальность. Я попытался его переубедить, но это дохлый номер.

Летом 1993 года Иэн Гиллан записывает с Deep Purple новый альбом The Battle Rages On, причём его воссозданный «творческий союз» с Блэкмором вновь оказывается краткосрочным: уже в ноябре 1993 года во время мирового турне Блэкмор уходит из группы. Так и осталось непонятным, зачем Блэкмор спасал группу, согласившись на возвращение Гиллана, сам нанеся ей (группе) серьёзнейший удар своим уходом всего через 3 месяца после этого. Видимо, всё-таки настолько сильна была неприязнь между ними.

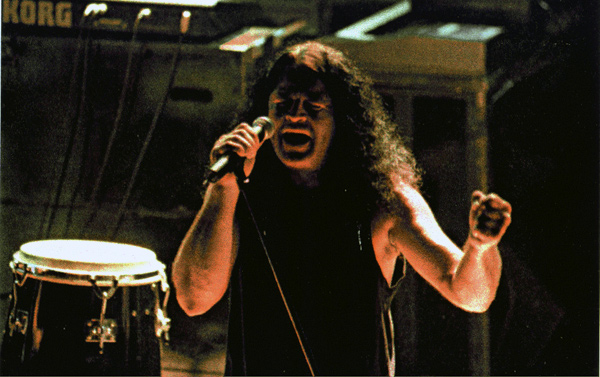
Гиллан в 1997 году

С тех пор Гиллан остаётся в составе Deep Purple, при этом часто выступая отдельно от группы как со своей сольной программой, так и в проектах других музыкантов.

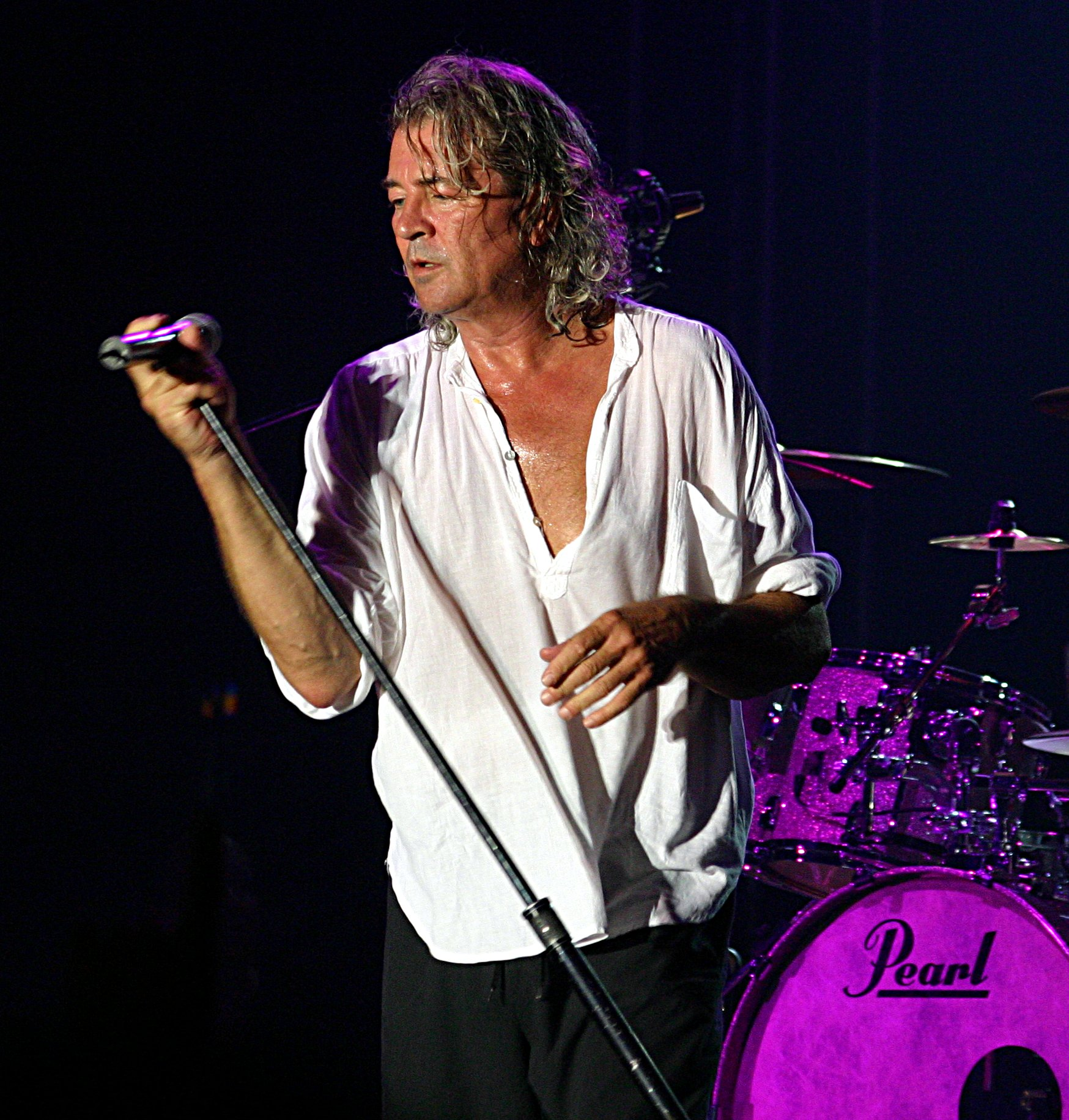
Гиллан в 2005 году

В апреле 2006 года Гиллан выпустил свой проект под названием Gillan’s Inn, где отражена вся его 40-летняя музыкальная карьера. В этом проекте приняли участие Тони Айомми, Джеф Хили, Джо Сатриани, Дин Ховард, а также его партнёры по Deep Purple Джон Лорд, Роджер Гловер, Йэн Пейс, Дон Эйри и Стив Морс. В диск были включены песни Гиллана, записанные им в составе Deep Purple, Black Sabbath и его сольные композиции.
В конце февраля 2008 года Иэн Гиллан выпускает двойной концертный альбом Live In Anaheim, записанный в ходе американского турне 2006 года. В составе группы Гиллана играли: Рэнди Кук, Родни Эпплби, Майкл Ли Джексон, Дин Ховард и Джо Меннонна.
В 2009 году за помощь, оказанную народу Армении, Иэн Гиллан был награждён Орденом Почёта.
В последние годы[какие?] Иэн Гиллан время от времени выступает по странам Европы, исполняя в основном хиты Deep Purple с оркестром. В частности, 18 декабря 2009 года такой концерт состоялся в Москве, 19 и 20 декабря — в Санкт-Петербурге, а 26-27 марта 2010 в Ереване (вместе с Государственным филармоническим оркестром Армении под управлением дирижёра Фридмана Риели). После ереванских концертов Гиллан рассказал в интервью, что считает Армению своей духовной родиной.

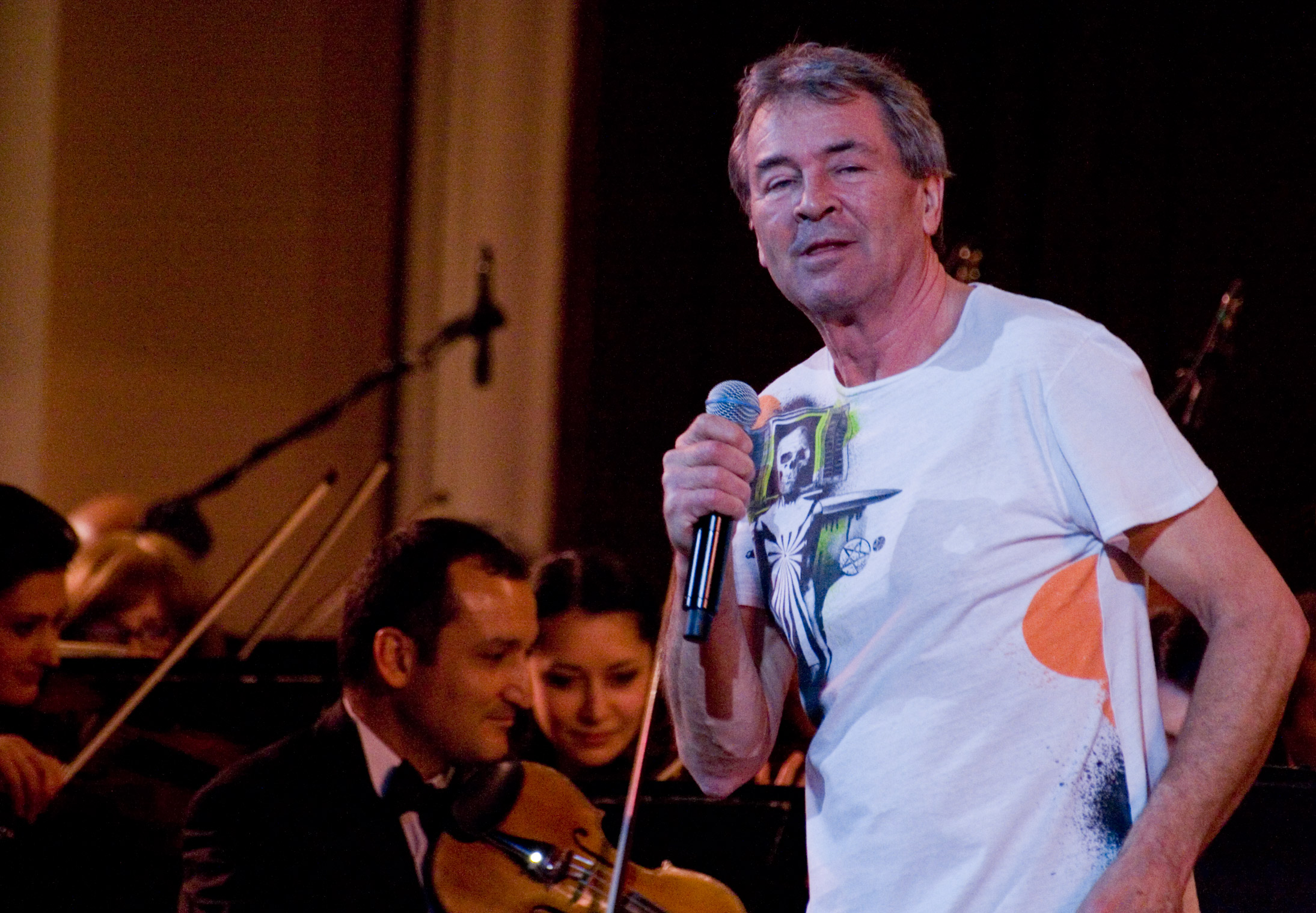
Гиллан на сцене с Государственным филармоническим оркестром Армении. 2010 год.

В 2011 году Гиллан совместно c гитаристом Black Sabbath'а Тони Айомми собрали благотворительную гастрольную группу Whocares, в которую помимо них вошли: барабанщик Iron Maiden Нико Макбрэйн, клавишник Deep Purple Джон Лорд, гитарист HIM Микко Линдстрём и экс-басист Metallica Джейсон Ньюстед. 6 мая был выпущен дебютный сингл из двух песен — «Out Of Mind» и «Holy Water». Все средства от продажи музыки Whocares были переданы на восстановление детской музыкальной школы в армянском городе Гюмри, которой Гиллан и Айомми помогают уже длительное время. К CD-версии сингла Whocares приложен 40-минутный документальный фильм, рассказывающий об этой школе.
Для рекламы этого события на Youtube был выложен проморолик. Позже, в 2012 году, группой был выпущен двойной альбом Ian Gillan & Tony Iommi: WhoCares.
В 2013 году записал с Deep Purple новый альбом Now What?!. В июне 2014 года вокалист Иэн Гиллан рассказал, что группа ведет работу над новым студийным альбомом. По словам музыканта, группа работает в студии в Алгарви (Португалия). По предварительным данным пластинка должна выйти до конца года.

## Личная жизнь

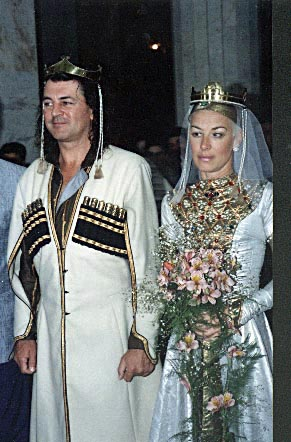
Иэн и Брон Гилланы на церемонии обновления брачных уз в Тбилиси. Грузия, 1990 год.

С 1969 по 1978 год Гиллан встречался с Зои Дин, с которой он познакомился ещё будучи вокалистом The Episode Six. Зои была старшей сестрой бас-гитариста Пола Дина, основателя продюсируемой Гилланом группы Jerusalem.
В 1984 году Гиллан женился на Брон Гиллан (1955—2022). Ей он посвятил песню Keep It Warm, записанную с Black Sabbath в 1983 году, и Don’t Hold Me Back сольного альбома Toolbox (1991). У Гиллана двое детей и трое внуков, каждый из которых появился на свет в Шотландии. Его дочь Грэйс Гиллан (единственный ребёнок в браке с Брон Гиллан) также пробовала себя в вокале. В конце 2000-х годов Гилланы переехали на постоянное место жительства в Португалию.
Гиллан является страстным футбольным болельщиком, поддерживающим английский клуб «Куинз Парк Рейнджерс». Также является фанатом крикета. Не выносит агрессивно настроенных охранников на концертах — 15 августа 1998 года был обвинен в нападении на охранника после того, как ударил его микрофоном по голове.
Иногда фамилию Гиллана неправильно произносят как «Гиллиан». Сам Гиллан обыграл это в тексте одной из песен альбома Rapture of the Deep, когда спел строчку про «мистера Гровера и мистера Гиллиана».

## Краткая дискография

### С Episode Six

#### Синглы
- 21 января 1966 — Put Yourself in My Place / That’s All I Want
- 29 апреля 1966 — I Hear Trumpets Blow / True Love Is Funny That Way
- 19 августа 1966 — Here There & Everywhere / Mighty Morris Ten
- 4 ноября 1966 — I Will Warm Your Heart / Incense (под названием Sheila Carter & Episode Six)
- 3 февраля 1967 — Love Hate Revenge / Baby Baby Baby
- 9 июня 1967 — Morning Dew / Sunshine Girl
- 6 октября 1967 — I Can See Through You / When I Fall In Love
- 3 мая 1968 — Little One / Wide Smiles (под названием Episode)
- 25 октября 1968 — Lucky Sunday / Mr. Universe
- 14 февраля 1969 — Mozart Verses The Rest / Jak D’Or

#### Сборники
- 1987 — Put Yourself in My Place
- 1991 — The Complete Episode Six: The Roots of Deep Purple
- 1997 — The Radio 1 Club Sessions, Live 68/69
- 2002 — Cornflakes and Crazyfoam
- 2005 — Love, Hate, Revenge

### С Deep Purple
Студийные альбомы 
- 1970 — Deep Purple in Rock
- 1971 — Fireball
- 1972 — Machine Head
- 1973 — Who Do We Think We Are
- 1984 — Perfect Strangers
- 1987 — The House of Blue Light
- 1993 — The Battle Rages On
- 1996 — Purpendicular
- 1998 — Abandon
- 2003 — Bananas
- 2005 — Rapture of the Deep
- 2013 — Now What?!
- 2017 — Infinite
- 2020 — Whoosh!
- 2021 — Turning to Crime (кавер-версии)
- 2024 — =1

### С Ian Gillan Band
- 1976 — Child in Time
- 1977 — Clear Air Turbulence
- 1977 — Scarabus
- 1978 — Live at the Budokan

### С Gillan
- 1978 — Gillan (так же известен как The Japanese Album)
- 1979 — Mr. Universe
- 1980 — Glory Road
- 1981 — Future Shock
- 1981 — Double Trouble
- 1982 — Magic

| - 1983 — Born Again - 1988 — Accidentally on Purpose - 1990 — Naked Thunder - 1991 — Toolbox - 1997 — Dreamcatcher - 1998 — Cherkazoo and Other Stories (Компиляция записей 1973—1975 годов) - 2006 — Gillan’s Inn - 2008 — Live in Anaheim - 2009 — One Eye To Morocco - 2019 — Contractual Obligation # 1; Live in Moscow (Ian Gillan with The Don Airey Band & Orchestra, BluRay) - 2019 — Contractual Obligation # 2; Live in Warsaw (Ian Gillan with The Don Airey Band & Orchestra, 2 CD) - 1970 — Jesus Christ Superstar - 1990 — Garth Rockett & The Moonshiners — Live at the Ritz - 1994 — The Javelins — Sole Agency and Representation - 2007 — Jon Lord And The Hoochie Coochie Men — Danger. White Men Dancing (песня Over and Over) - 2012 — Ian Gillan & Tony Iommi: WhoCares - 2018 — The Javelins — Ian Gillan & The Javelins |